# Al-Kafirun
Al-Kafirun (Gli Infedeli) è la centonovesima Sura del Corano, una sura meccana composta da 6 versetti. Questa sura affronta il tema della differenza di fede e invita i credenti a mantenere la loro fede in modo saldo e risoluto nonostante le differenze con coloro che non credono.

## Contenuto
- Rifiuto dell'Idolatria: La sura inizia con una dichiarazione del Profeta Maometto riguardo al suo rifiuto di adorare gli idoli e i falsi dei venerati dagli idolatri.
- L'Invito alla Pace: Viene offerto un invito alla pace ai non credenti, a condizione che essi rinuncino alla loro idolatria e si uniscano alla fede monoteista.
- Fede Inamovibile: Alla fine della sura, viene sottolineata la fede inamovibile dei credenti, che non si lasciano influenzare o deviare dalle credenze degli idolatri.

## Analisi
La Sura Al-Kafirun è significativa perché affronta il tema della differenza di fede e invita i credenti a mantenere la loro fede in modo saldo e risoluto nonostante le differenze con coloro che non credono. Essa promuove il principio del monoteismo e la rinuncia all'adorazione degli idoli, invitando alla pace e alla tolleranza tra le diverse fedi. Inoltre, la sura sottolinea l'importanza di una fede inamovibile, che non si lascia influenzare dalle credenze degli altri. Pertanto, serve come un richiamo alla fermezza nella fede e alla tolleranza verso coloro che hanno credenze diverse, invitando i credenti a mantenere la pace e a rispettare le differenze religiose.